# Colgong
Colgong är en ort i Indien.   Den ligger i distriktet Bhāgalpur och delstaten Bihar, i den östra delen av landet, 1 100 km öster om huvudstaden New Delhi. Colgong ligger 49 meter över havet och antalet invånare är 24 081.
Terrängen runt Colgong är platt. Runt Colgong är det mycket tätbefolkat, med 1 135 invånare per kvadratkilometer. Närmaste större samhälle är Naugachhia, 19,3 km nordväst om Colgong. Trakten runt Colgong består till största delen av jordbruksmark.